# Rio Balsemão
O Balsemão é um rio português que nasce na Serra de Montemuro no lugar de Rossão. No seu percurso passa por Lamego indo desaguar logo a seguir na margem esquerda do rio Varosa.
O Balsemão abastece de água a cidade de Lamego e as principais freguesias deste município.